# Margarete Teschemacher
Margarete Teschemacher (3 de marzo de 1903, Colonia - 19 de mayo de 1959, Bad Wiessee) fue una soprano alemana asociada con el repertorio de Wagner y Richard Strauss.
Debutó en Colonia en 1923 y como miembro del elenco de Aquisgrán (1924-26), Dortmund (1926-28), Mannheim (1928-30), Stuttgart (1930-34), Dresde (1934-46) y Düsseldorf (1947-52). 
Fue la creadora de Daphne de Richard Strauss, de quien fue importante Arabella y Mariscala.
En 1931, cantó en el Covent Garden de Londres y en 1936 como parte de la compañía de Dresde. 
En 1934 en el Teatro Colón de Buenos Aires cantó dirigida por Fritz Busch la Sieglinde de La Valquiria, Marenka, Senta y Arabella junto a Alexander Kipnis. 

## Discografía referencial
- R. Strauss: Daphne / Karl Böhm, 1938 (extractos)
- Wagner: Der Fliegende Holländer / Leonhardt, 1936

- Datos: Q276429